# Lista do Patrimônio Mundial na Jamaica
A Organização das Nações Unidas para a Educação, a Ciência e a Cultura (UNESCO) propôs um plano de proteção aos bens culturais do mundo, através do Comité sobre a Proteção do Património Mundial Cultural e Natural, aprovado em 1972. Esta é uma lista do Patrimônio Mundial existente na Jamaica, especificamente classificada pela UNESCO e elaborada de acordo com dez principais critérios cujos pontos são julgados por especialistas na área. A Jamaica ratificou a convenção em 14 de junho de 1983, tornando seus locais históricos elegíveis para inclusão na lista.
O sítio Parque Nacional das Montanhas Azuis e John Crow foi o primeiro local da Jamaica incluído na lista do Patrimônio Mundial da UNESCO por ocasião da 39.ª Sessão do Comitè do Património Mundial, realizada em Bona (Alemanha) em 2015. Desde então, este bem de classificação Cultural permanece como o único sítio da Jamaica classificado como Patrimônio da Humanidade. 

## Bens culturais e naturais
A Jamaica conta atualmente com os seguintes lugares declarados como Patrimônio da Humanidade pela UNESCO:
| | Montanhas Azuis e John Crow |
| Bem misto inscrito em 2015. |                             |
| Localização: Saint Thomas / Portland |                             |
| Este sítio abrange uma região montanhosa altamente acidentada e florestada do sudeste da Jamaica, onde primeiro os nativos taínos fugindo da escravidão e depois os quilombolas negros se refugiaram. Nessa região, os quilombolas resistiram ao sistema escravista colonial europeu criando toda uma série de trilhas, refúgios e assentamentos que hoje formam a chamada "Rota do Patrimônio de Nanny Town". As florestas da região ofereciam aos escravos fugitivos tudo o que eles precisavam para sua sobrevivência. Traços dos estreitos laços espirituais que foram forjados entre os quilombolas e as montanhas que os acolheram ainda permanecem em várias expressões culturais de nossos dias: ritos religiosos, práticas da medicina tradicional, danças, etc. A região é também uma das mais importantes áreas de biodiversidade vegetal das Antilhas, com um alto índice de endemismo em suas espécies vegetais, especialmente no que diz respeito a líquenes, musgos e flores. (UNESCO/BPI) |                             |

## Lista Indicativa
Em adição aos sítios inscritos na Lista do Patrimônio Mundial, os Estados-membros podem manter uma lista de sítios que pretendam nomear para a Lista de Patrimônio Mundial, sendo somente aceitas as candidaturas de locais que já constarem desta lista. Desde 2009, a Jamaica possui 2 locais na sua Lista Indicativa.
| Sítio                              | Imagem | Localização | Ano  | Dados UNESCO            | Descrição |
| ---------------------------------- | ------ | ----------- | ---- | ----------------------- | --- |
| A cidade subaquática de Port Royal |        | Kingston    | 2009 | Cultural: (iv)(v)(vi)   | Port Royal, comumente referida como "a cidade mais perversa do mundo", evoca imagens de piratas saqueadores, ousadas conquistas navais, saques, riquezas, destruição e devastação. Possui uma história intrigante e turbulenta, pois cresceu rapidamente para se tornar o posto comercial mais importante do Novo Mundo. No auge de sua riqueza resplandecente, em 7 de junho de 1692, Port Royal foi consumida por um terremoto e dois terços da cidade afundou no mar. Uma série de incêndios e furacões se seguiram e a cidade nunca foi restaurada à sua antiga glória. |
| Parque Seville Heritage            |        | Saint Ann   | 2009 | Cultural: (ii)(iii)(iv) | O Seville Heritage Park é um dos patrimônios culturais mais significativos da Jamaica e a área é considerada a gênese da Jamaica moderna. O local foi ocupado desde os tempos pré-históricos e inclui os vestígios arqueológicos da aldeia indígena ameríndia (Taínos) de Maima, o assentamento espanhol de Sevilla la Nueva (do século XVI), a plantação de açúcar britânica pós-1655 conhecida como Nova Sevilha e as distintas paisagem e flora que surgiram como resultado dessas intervenções.                                                                         |